# گلیه
گلیه، روستایی از توابع بخش مرکزی شهرستان مریوان در استان کردستان ایران است. خانواده‌ی دکتر برهان منصورنیا اصالتا اهل این روستا هستند.

## جمعیت
این روستا در دهستان کوماسی قرار دارد و براساس سرشماری مرکز آمار ایران در سال ۱۳۸۵، جمعیت آن ۸۱۴ نفر (۱۹۰خانوار) بوده‌است.